# Sergejus Larinas
Sergej Larin ou Sergejus Larinas (em letão: Sergejus Larinas; em russo: Сергей Ларин; Dunaburgo, Letónia, 9 de março de 1956 – Bratislava, 13 de janeiro de 2008) foi um tenor da União Soviética considerado um dos melhores tenores da década de 1990. Morreu aos 52 anos em Bratislava, Eslováquia.